# Ökumenisches Kirchenzentrum (Kehrsatz)

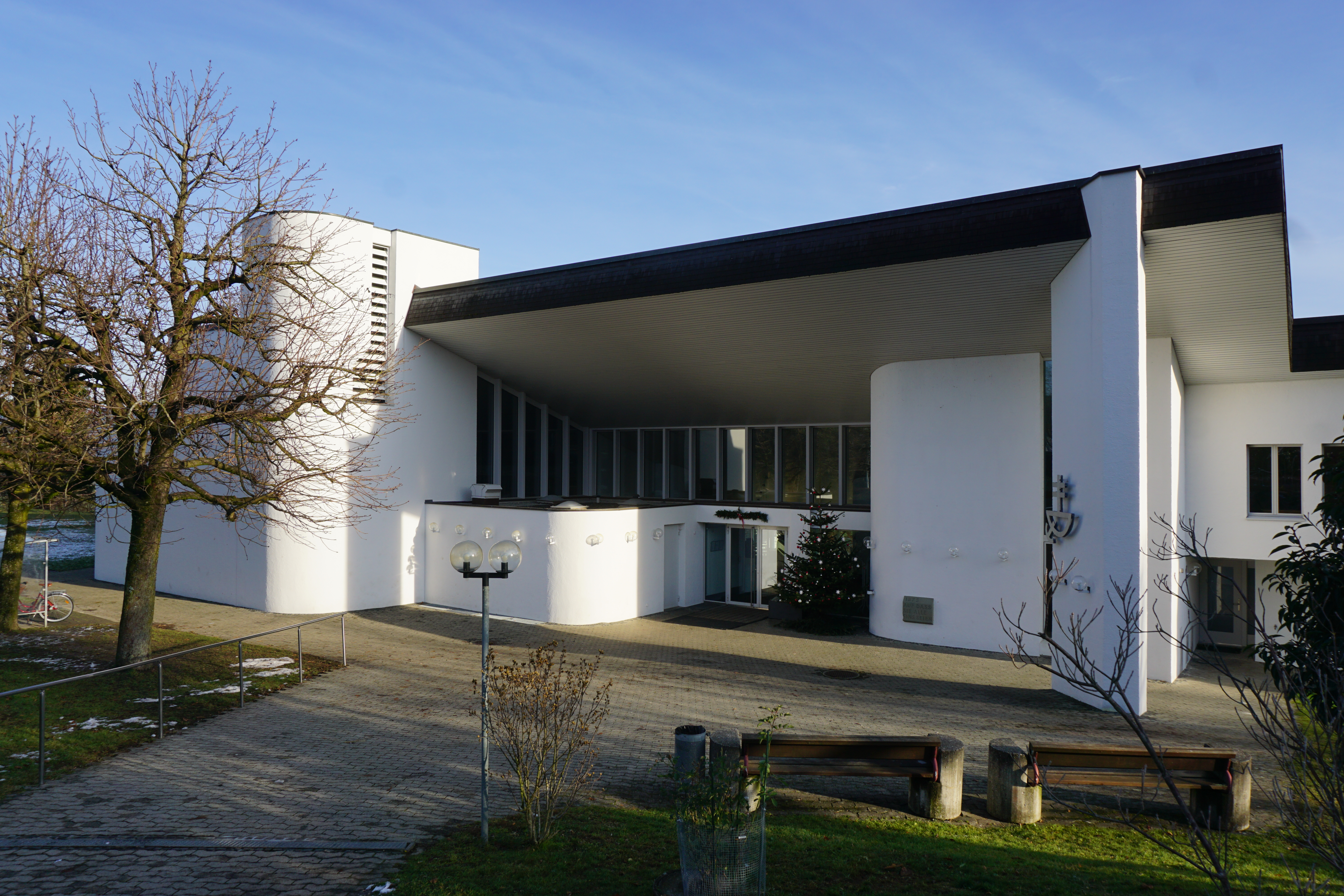
Das Ökumenische Kirchenzentrum Kehrsatz

Das Ökumenische Kirchenzentrum St. Andreas in Kehrsatz bei Bern wurde 1976 an der Mättelistrasse 24 erbaut und am 7. November 1976 eingeweiht. Die Andreaskirche wird gemeinsam von der evangelisch-reformierten Kirchgemeinde Kehrsatz und der römisch-katholischen Pfarrgemeinde geteilt und benutzt. Die angeschlossenen Räume dienen der Dorfgemeinschaft auch als Treffpunkt und kulturelles Zentrum.

## Geschichte
Mit dem Anwachsen der Bevölkerung entstand in Kehrsatz das Bedürfnis nach Selbständigkeit in kirchlichen Belangen. Darum wurde am 1. Januar 1962 die evangelisch-reformierte Kirchgemeinde Kehrsatz gegründet. Die reformierte Pfarrei wurde in den oberen und unteren Teil aufgeteilt und wurde von zwei Pfarrern betreut (heute einem). Die Katholiken sind der Pfarrei St. Michael in Wabern angeschlossen und werden von dort durch einen eigene Kontaktperson betreut. Damals entstand auch der Wunsch nach einer eigenen Kirche. Unter den Dorfbewohnern wurde zu der Zeit der ökumenische Gedanke sowohl von der reformierten als auch von der katholischen Seite betont, was zum Beschluss führte, gemeinsam eine Kirche zu bauen. Ein Kirchenbauverein mit einer Planungskommission entschied sich für den Entwurf des Architekten Benedikt Huber, der bereits einige Kirchenbauten verwirklicht hatte. Baubeginn war im Mai 1975, und am 5. bis 7. November 1976 wurde das bald Öki genannte Ökumenische Kirchenzentrum Kehrsatz eingeweiht. Auf dem Grundstein neben dem Haupteingang steht der Bibelspruch «Auf dass sie alle eins seien» (Joh 17,21 ). Beide Konfessionen benutzen sowohl die Andreaskirche als auch den Raum der Stille für ihre religiösen Feiern, oft auch an gemeinsamen ökumenischen Gottesdiensten. Sie pflegen damit ihre sich selbst auferlegte ökumenische Verpflichtung.

## Baubeschreibung

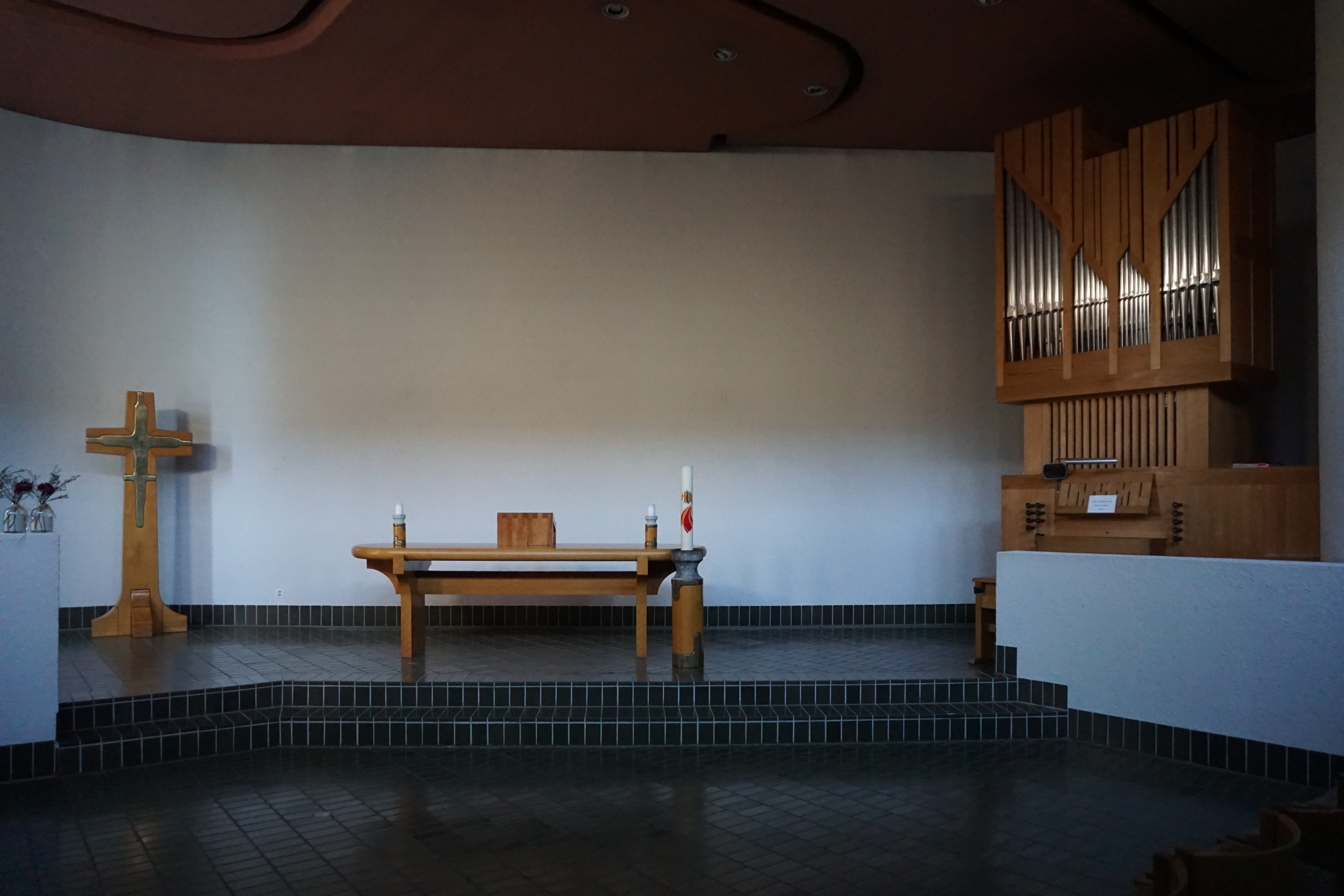
Chorbereich

Das Baugrundstück an der Mättelistrasse 24 liegt am Südhang am Rand des Dorfes mit freier Sicht ins Gürbetal. Die Kirche im östlichen Teil des flachen Gebäudekomplexes ist in ungefähr südöstlicher Ausrichtung gebaut. Tageslicht fällt vom Fensterband an der Decke und vom Seitenfenster in den Chorraum. Alle Ausstattungsteile sind aus hellem Holz gefertigt. Im um zwei Stufen erhöhten Chorbereich steht der Abendmahl- und Altartisch mit freistehendem kunstvoll gestaltetem Kreuz und Kerzenständern. Das Lesepult an der linken Seite ist wie die Orgel an der rechten Seite durch eine Mauerbrüstung zum Kirchenraum abgetrennt. Die Kirchenbesucher finden in Stuhlreihen auf zwei Ebenen Platz.

### Raum der Stille

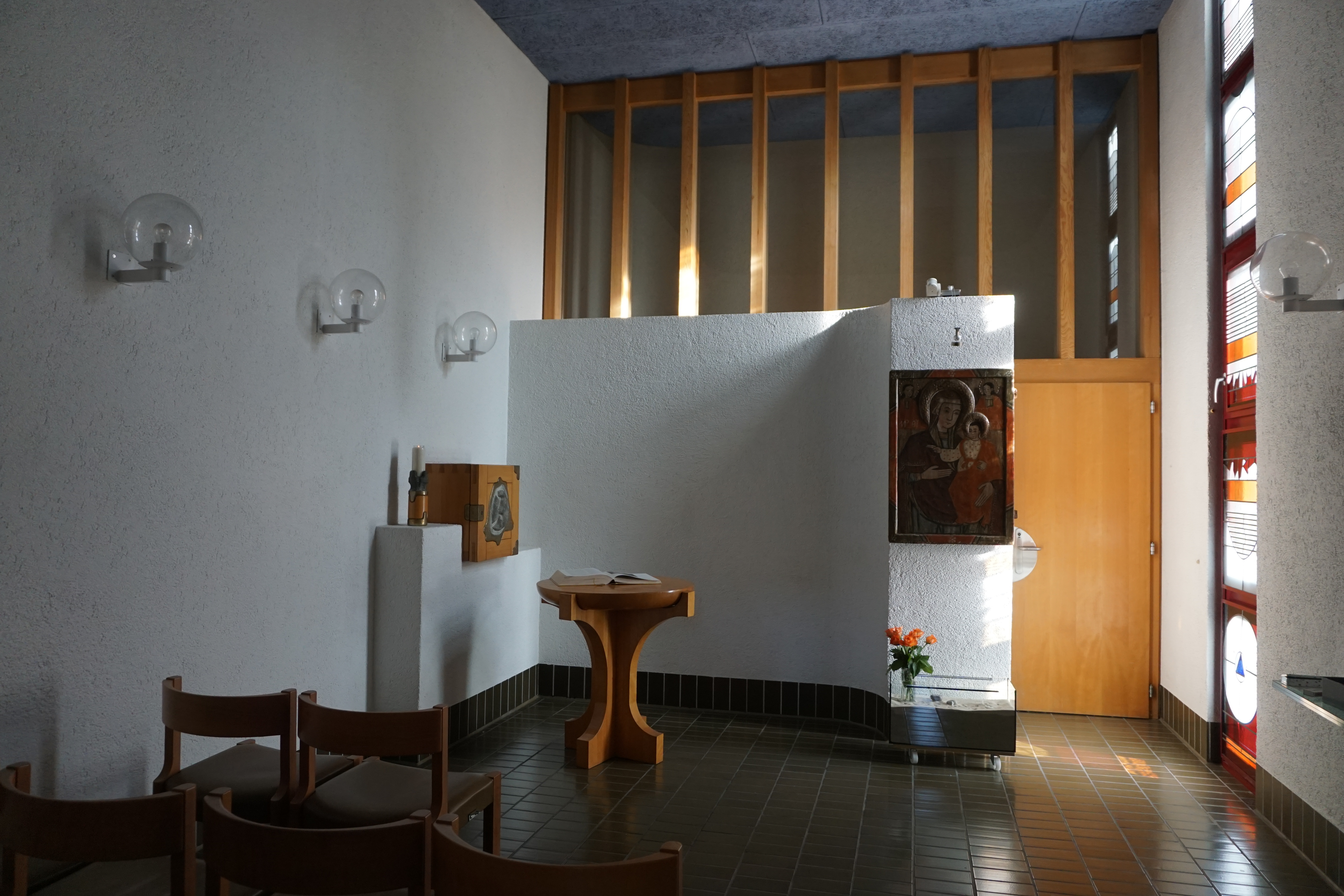
Raum der Stille

Separat zugänglich ist neben der Kirche ein Gebets- und Meditationsraum. Ausser einer Ikone mit Maria und Kind befindet sich hier auch der Tabernakel mit den Gefässen für den katholischen Ritus. Auf dem Tisch daneben liegt eine Bibel.

### Gemeinderäume
Das Foyer dient sowohl als Zugang zur Kirche und zum Raum der Stille sowie zu den Gemeinderäumen als auch als gemütlicher Begegnungsort. Ein grosser Saal mit Bühne bietet Platz für bis zu 128 Personen. Ausserdem gibt es eine Küche und im Untergeschoss weitere Räume für Unterricht und Besprechungen. Ausschliesslich für die Jugendlichen sind ebenfalls Räumlichkeiten reserviert.

### Turm und Glocken

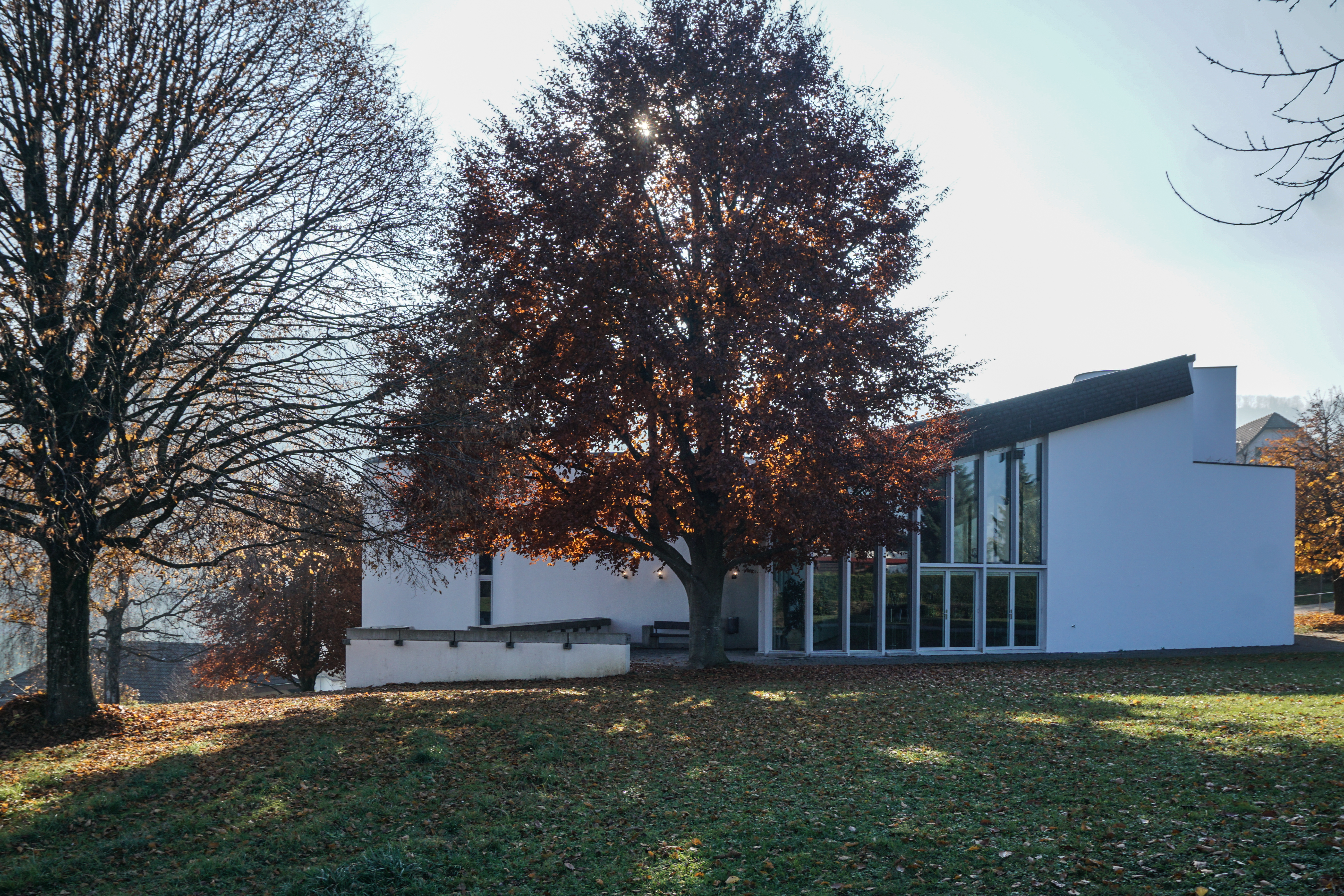
Östliche Fassadenseite

Der Glockenturm der Andreaskirche des Kirchenzentrums ist als halbrunder Anbau gestaltet. Darin sind die Glocken aufgehängt.

### Orgel

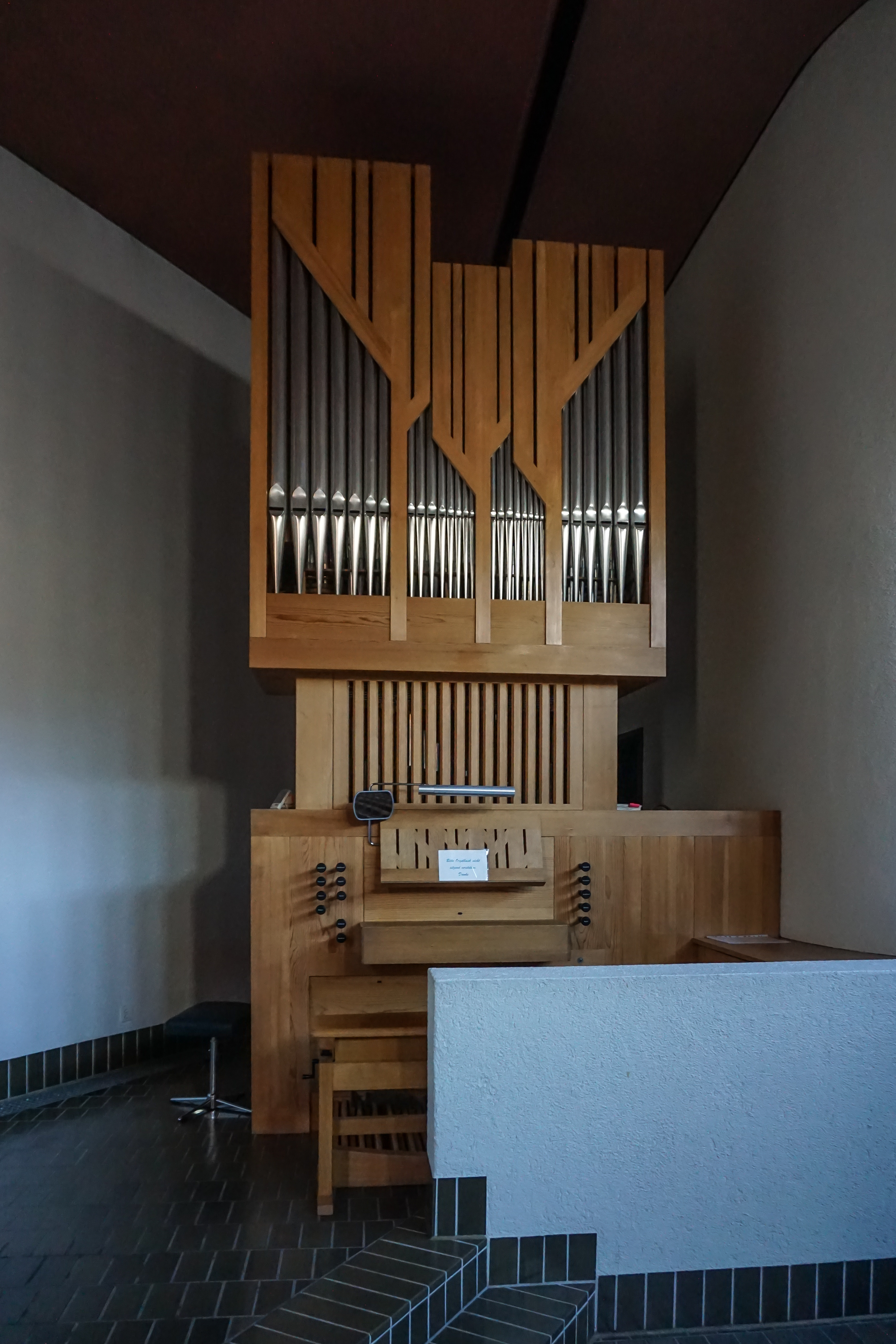
Orgel

1979 wurde die Orgel durch die Werkstatt Orgelbau Goll AG mit 14 Registern auf 2 Manualen und Pedal gebaut. Sie hat mechanische Trakturen und Schleifladen.
| I Hauptwerk C–g3 |        |
| Rohrflöte        | 8′     |
| Prinzipal        | 4′     |
| Gemshorn         | 4′     |
| Nasat            | 2 ⁄3′  |
| Oktave           | 2′     |
| Terz             | 1 3⁄5′ |
| Mixtur           | 1′     |

| Brustwerk schwellbar C–g3 |    |
| Gedackt                   | 8′ |
| Rohrflöte                 | 4′ |
| Waldflöte                 | 2′ |
| Regal                     | 8′ |

| Pedal C–f1 |     |
| Subbass    | 16′ |
| Bourdon    | 8′  |

- Koppeln: II/I, I/P, II/P